# TRAM Metropolitano de Alicante
Il TRAM Metropolitano de Alicante è una rete di trasporto pubblico che serve la città di Alicante e l'omonima provincia. La rete è composta da cinque linee, di cui quattro sono gestite come tram-treno e una come ferrovia suburbana.

## Galleria d'immagini

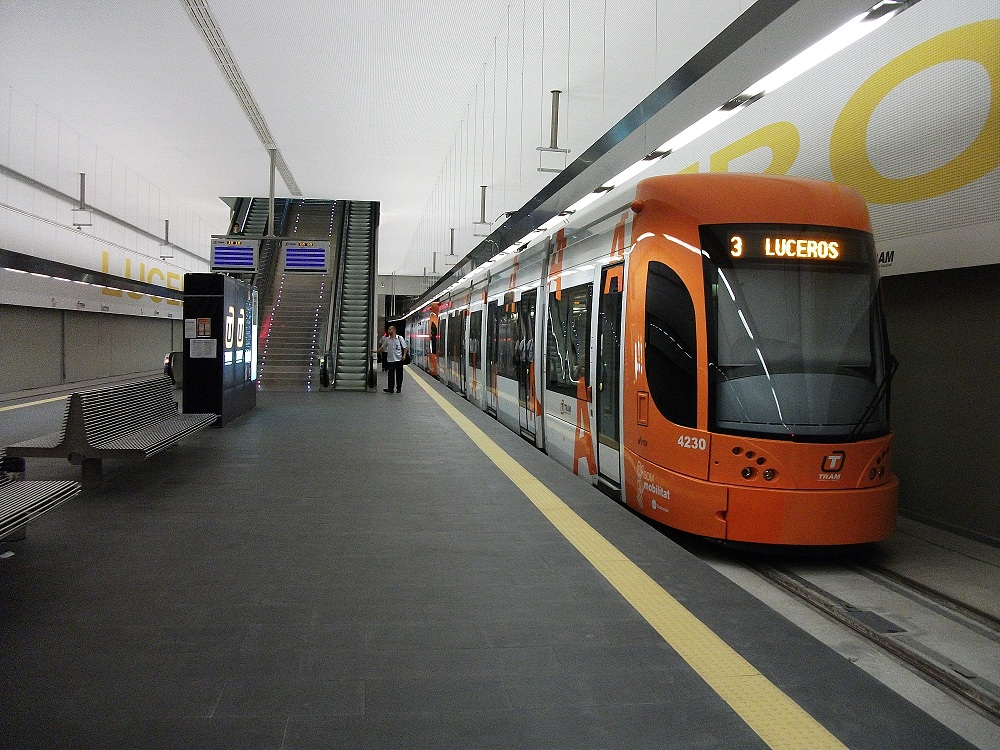
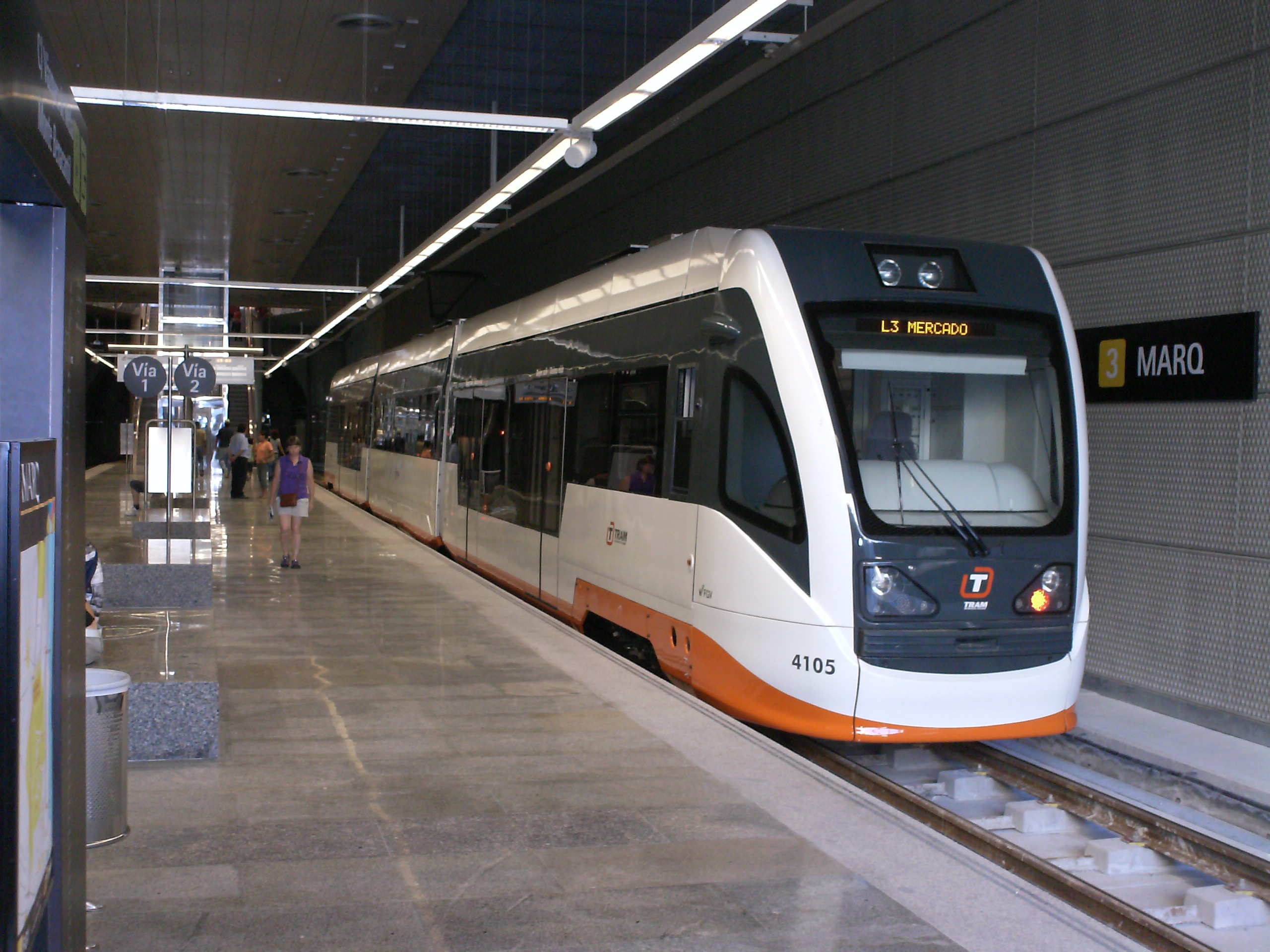
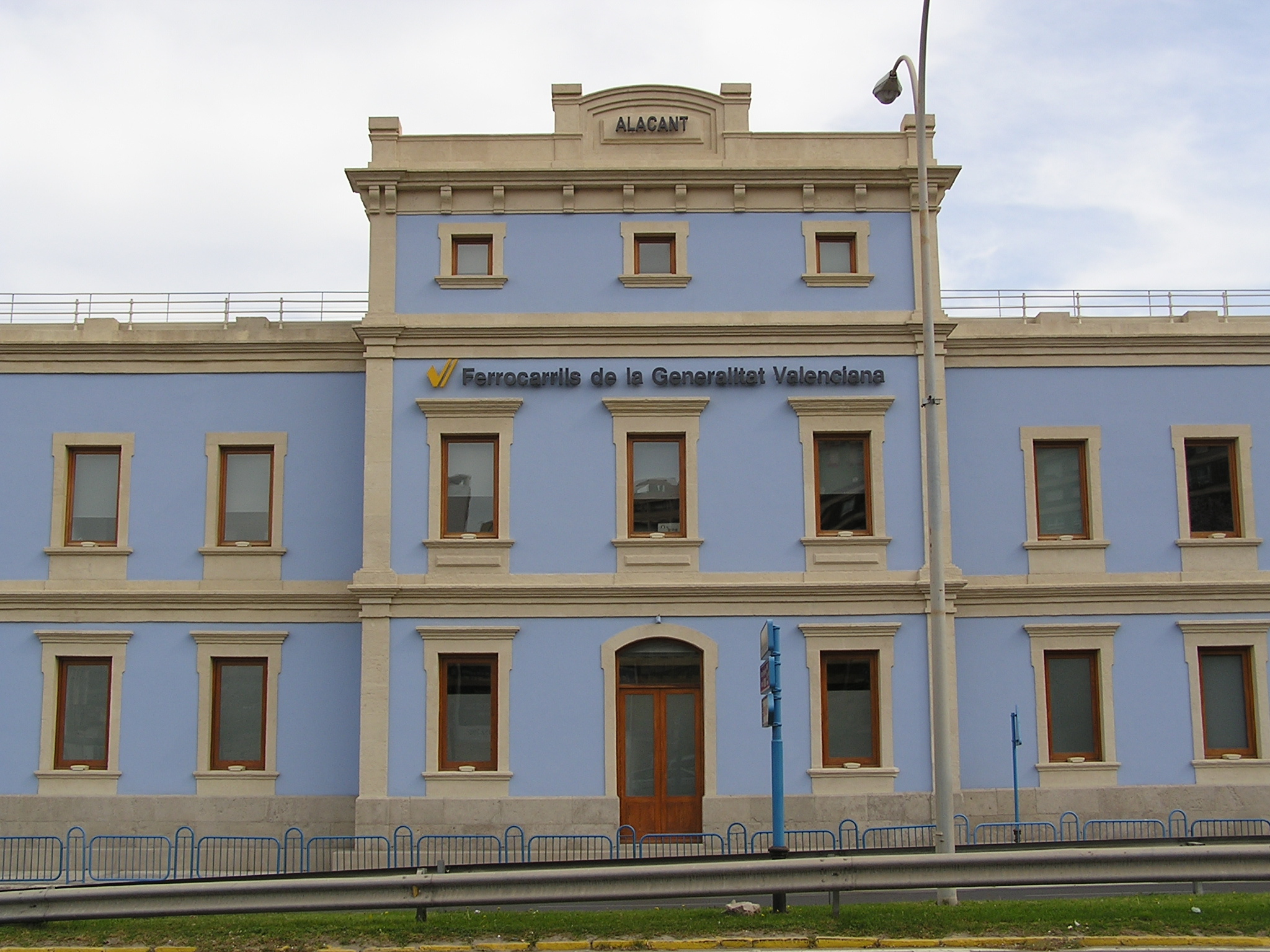
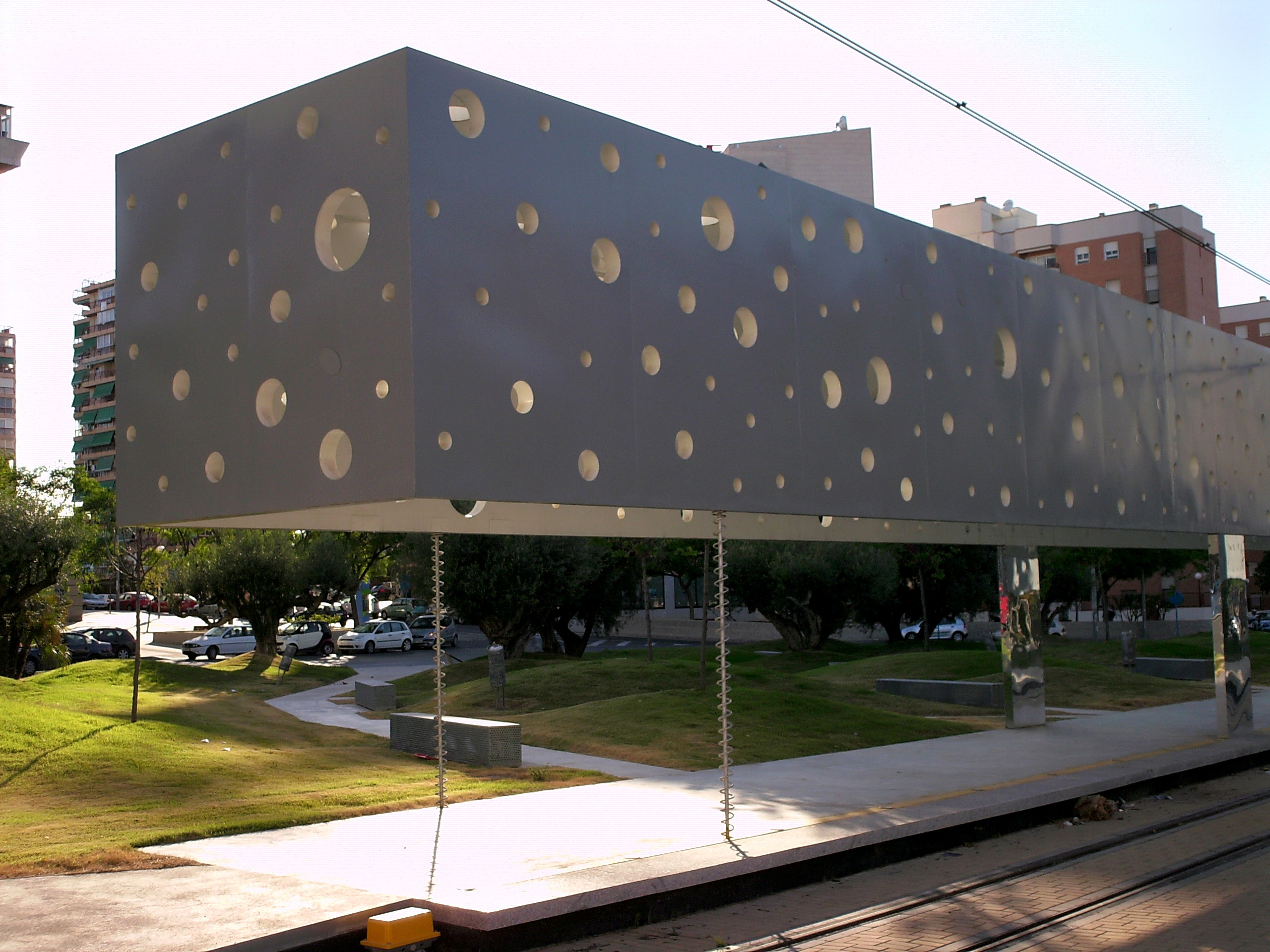
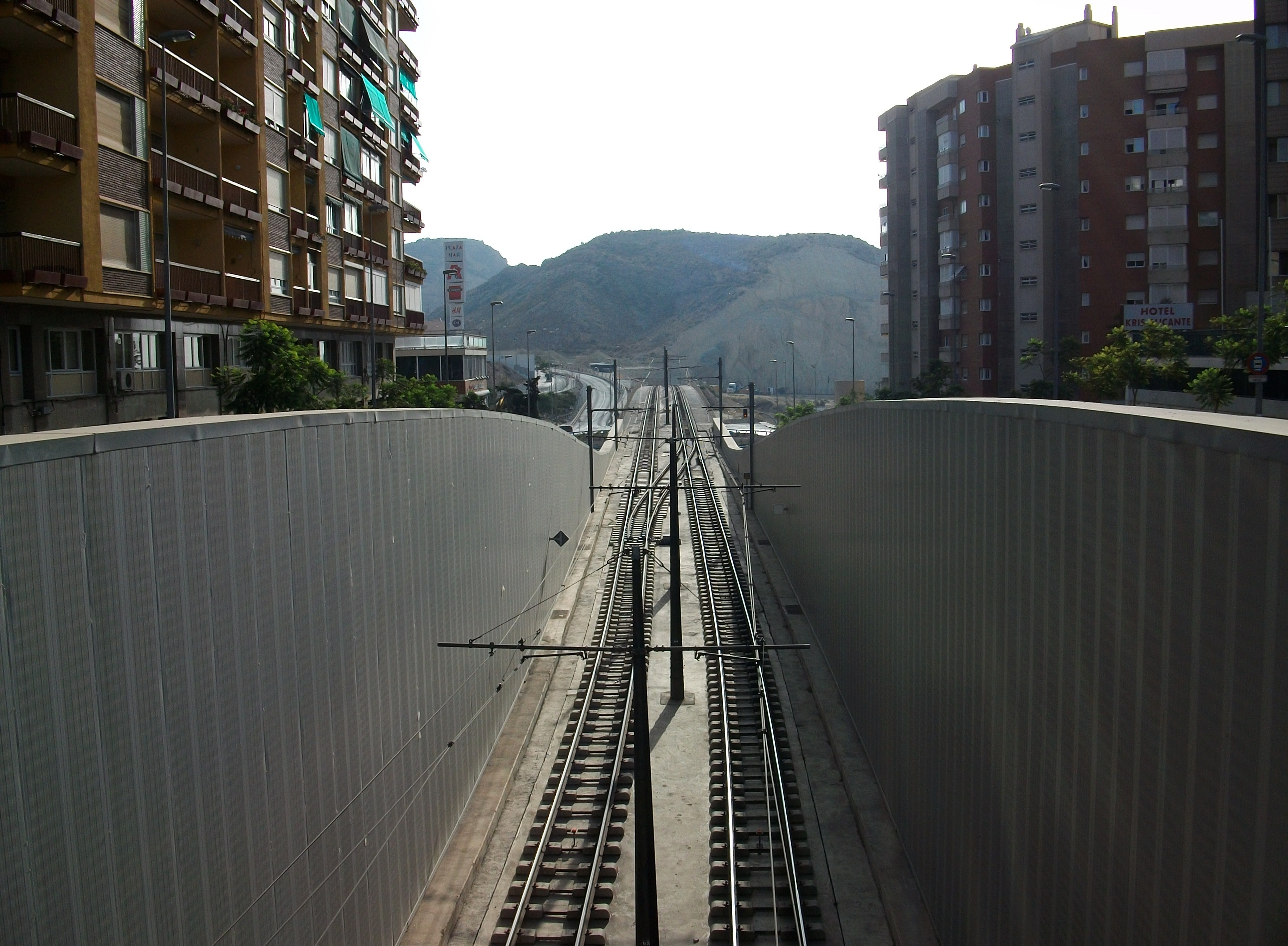

## Linee in servizio o in costruzione
| Linea                      | Terminali                         | Lunghezza  | Stazioni                         | Veicolo         | Piattaforma | Frequenza       | Utenti 2018 |
| -------------------------- | --------------------------------- | ---------- | -------------------------------- | --------------- | ----------- | --------------- | ----------- |
|                            | Luceros ↔ Benidorm                | 44,260 km  | 21 (9 condivise con altre linee) | treno-tram      | 80 m        | 30 min          | 2.291.993   |
|                            | Luceros ↔ San Vicente del Raspeig | 8,929 km   | 14 (3 condivise con altre linee) | tram            | 65 m        | 15 -8 min       | 4.397.804   |
|                            | Luceros ↔ El Campello             | 14,095 km  | 17 (8 condivise con altre linee) | tram treno-tram | 80 m        | 30 - 20- 15 min | 2.340.719   |
|                            | Luceros ↔ Plaza de la Coruña      | 10,039 km  | 18 (7 condivise con altre linee) | tram            | 65 m        | 30 min          | 1.492.224   |
|                            | Benidorm ↔ Denia                  | 50,831 km  | 18 (2 condivise con altre linee) | diesel treno    | 80 m        | 75 min          | 531.678     |
| TOTALE operativo (5 línee) | TOTALE operativo (5 línee)        | 127,175 km | 71                               | —               | —           | —               |             |

## Linee in progetto
| Linea                                         | Terminali                                       | Lunghezza | Stazioni | Veicolo | Piattaforma |
| --------------------------------------------- | ----------------------------------------------- | --------- | -------- | ------- | ----------- |
|                                               | La Vila Joiosa ↔ Algar (in studio)              | 20,4 km   | 14       | tram    | 80 m        |
|                                               | Estación Central ↔ Muchamiel (in studio)        | ?? km     | ??       | ??      | ?? m        |
|                                               | Estación Central ↔ Elche (in studio)            | ?? km     | ??       | ??      | ?? m        |
|                                               | Parque Temático ↔ Benidorm Centro (in progetto) | ?? km     | ??       | ??      | ?? m        |
| TOTALE previsto o in fase di studio (4 línee) | TOTALE previsto o in fase di studio (4 línee)   | ?? km     | ??       | —       | —           |